# Através de Flandres de 2020
A 75.ª edição da clássica ciclista Através de Flandres (nome oficial em neerlandês: Dwars door Vlaanderen) será uma carreira na Bélgica que celebrar-se-á a 3 de abril de 2020 com início na cidade de XXX e final na cidade de XXX sobre um percurso de XXX quilómetros.
A carreira faz parte do UCI WorldTour de 2020, calendário ciclístico de máximo nível mundial, sendo a décimo terceira carreira de dito circuito.

## Percurso
Através de Flandres dispôs de um percurso total de XXX quilómetros com XX muros, alguns deles com zonas empredadas onde se destaca o muro do Taaienberg, e X trechos planos de pavé, com saída na cidade de Roeselare e chegada na cidade de Waregem, no entanto, mantendo o seu mesmo percurso, esta carreira faz parte do calendário de clássicas de pavé.
| Muros  |                  |       |                 |                |                   |
| Número | Nome             | Km    | Comprimento (m) | Pendente média | Categoria         |
| ------ | ---------------- | ----- | --------------- | -------------- | ----------------- |
| 1      | Nieuwe Kwaremont | 82    | 2000            | 8%             | * · *             |
| 2      | Kluisberg        | 110,9 | 1000            | 16%            | * · *             |
| 3      | Knokteberg       | 118,3 | 1100            | 11,8%          | **                |
| 4      | Kortekeer        | 126   | 900             | 9,8%           | * · *             |
| 5      | Steenbeekdries   | 129,3 | 600             | 8%             | * · * · *         |
| 6      | Taaienberg       | 131,8 | 530             | 15,8%          | * · * · * · * · * |
| 7      | Berg Ten Houte   | 135   | 1100            | 21%            | * · * · * · * · * |
| 8      | Knokteberg       | 149,7 | 1100            | 11,8%          | * · *             |
| 9      | Vossenhol        | 161,9 | 1400            | 9%             | * · *             |
| 10     | Holstraat        | 166,3 | 1000            | 12%            | * · *             |
| 11     | Nokereberg       | 173,8 | 500             | 6,7%           | *                 |

| Trechos de pavé |                  |       |                 |
| Número          | Nome             | Km    | Comprimento (m) |
| --------------- | ---------------- | ----- | --------------- |
| 1               | Mariaborrestraat | 128,1 | 2400            |
| 2               | Stationsberg     | 129,4 | 650             |
| 3               | Varentstraat     | 157,1 | 2000            |
| 4               | Herlegemstraat   | 176,5 | 800             |

## Equipas participantes
Tomaram parte na carreira XX equipas: 19 de categoria UCI WorldTeam; e X de categoria Profissional Continental. Formando assim um pelotão de XXX ciclistas dos que acabaram XXX. As equipas participantes foram:
| Equipes WorldTeam (19)- AG2R La Mondiale - Astana - Bahrain McLaren - Bora-Hansgrohe - CCC Team - Cofidis - Deceuninck-Quick Step - EF Pro Cycling - Groupama-FDJ - Israel Start-Up Nation - Lotto Soudal - Mitchelton-Scott - Movistar Team - NTT Pro Cycling - Ineos Grenadiers - Jumbo-Visma - Team Sunweb - Trek-Segafredo - UAE Team Emirates |
| |

## Classificações finais
- As classificações finalizaram da seguinte forma:[4]

### Classificação geral
| \| Classificação geral \| Classificação geral \| Classificação geral \| Classificação geral \| Classificação geral \| \| Ciclista \| Ciclista \| Equipe \| Tempo \| \| \| ------------------- \| ------------------- \| ------------------- \| ------------------- \| ------------------- \| |          |        |       |
| |          |        |       |
| Fonte: ProCyclingStats |          |        |       |
| Classificação geral |          |        |       |
| Ciclista | Ciclista | Equipe | Tempo |

## UCI World Ranking
Através de Flandres outorgou pontos para o UCI World Ranking para corredores das equipas nas categorias UCI WorldTeam, Profissional Continental e Equipas Continentais. A seguinte tabela são o barómetro de pontuação e os corredores que obtiveram pontos:
| Posição   | 1.º | 2.º | 3.º | 4.º | 5.º | 6.º | 7.º | 8.º | 9.º | 10.º |
| Pontuação | 300 | 250 | 215 | 175 | 120 | 115 | 95  | 75  | 60  | 50   |

| Classificação |          |        |        |
| Posição       | Ciclista | Equipa | Pontos |
| ------------- | -------- | ------ | ------ |
| 1.º           |          |        | 300    |
| 2.º           |          |        | 250    |
| 3.º           |          |        | 215    |
| 4.º           |          |        | 175    |
| 5.º           |          |        | 120    |
| 6.º           |          |        | 115    |
| 7.º           |          |        | 95     |
| 8.º           |          |        | 75     |
| 9.º           |          |        | 60     |
| 10.º          |          |        | 50     |